# ستار جاسبر
ستار جاسبر (بالإنجليزية: Star Jasper)‏ هي ممثلة أمريكية، ولدت في 3 ديسمبر 1966 في نيويورك في الولايات المتحدة.

## وصلات خارجية
- ستار جاسبر على موقع IMDb (الإنجليزية)
- ستار جاسبر على موقع قاعدة بيانات الفيلم (الإنجليزية)